# Pickering, North Yorkshire
Pickering är en stad och en civil parish  i North Yorkshire i England. Orten har 6 944 invånare (2001).